# Zinkacetaat
Zinkacetaat is het zout dat gevormd wordt door de inwerking van azijnzuur op zinknitraat of op zinkmetaal. Het komt gewoonlijk voor onder de vorm van het dihydraat. Zinkacetaat-dihydraatkristallen slaan neer uit verdund azijnzuur.

## Toepassingen
- Zinkacetaat is toegelaten als smaakversterker met het E-nummer E650; het mag enkel aan kauwgom toegevoegd worden, met een maximaal gehalte van 1 gram per kilogram.
- Zinkacetaat wordt ook als geneesmiddel verkocht, voor de onderhoudsbehandeling van de ziekte van Wilson. Het zinkkation kan de absorptie van koper in het bloed uit het maag-darmkanaal, die bij de ziekte van Wilson optreedt, tegengaan. Zinkacetaat wordt gemakkelijk via de dunne darm in het lichaam opgenomen.

- Zinkacetaat is ook een ingrediënt van sommige voedingssupplementen of hoestbonbons en soortgelijke middelen ter bestrijding van een verkoudheid.[2]

- Industriële toepassingen van zinkacetaat zijn o.a. het aanbrengen van een beschermende laag van zinkoxide op glazen voorwerpen bij hoge temperatuur (meer dan 400 °C)[3]; de behandeling van hout (waterafstotend maken)[4] en van textiel (antibacteriële behandeling).[5]
- Zinkacetaat kan gebruikt worden als katalysator in bepaalde chemische reacties, waarbij de interactie met het zink-ion zorgt voor de verloop van de reactie zoals bij de synthese van Lactide uit Polymelkzuur oligomeren